# Nerdcore hip hop
Il nerdcore hip hop, anche chiamato nerdcore o geeksta rap, è un sottogenere della musica hip hop eseguito da quelli che vengono definiti nerd o geek, e viene caratterizzato da temi nelle liriche, riconosciuti come strettamente correlati ai nerd.

## Storia
MC Frontalot, autodefinitosi musicista nerdcore, ha coniato il termine nel 2000 nel brano Nerdcore Hiphop. Frontalot, come molti artisti nerdcore, autoproduce i suoi lavori, pubblicandone diversi gratuitamente online. Come genere di nicchia, il nerdcore generalmente ha una forte tradizione amatoriale di autoproduzione ed autodistribuzione.
Per tutti gli artisti nerdcore, Frontalot ed mc chris sono probabilmente i due artisti più conosciuti. Un numero limitatissimo di autori di questo genere sono particolarmente conosciuti, perché le uniche cose che servono per entrare nella nerdcore community sono un microfono, un PC ed un server web. Nessun album nerdcore è stato pubblicato da major discografiche, gli MP3 sono la prima fonte di distribuzione.
Sebbene le rime degli artisti nerdcore vadano da usi non medici di determinati farmaci (mc chris, The Tussin) alla politica (Frontalot, Special Delivery), ci sono temi maggiormente preferiti, quali Star Wars (Frontalot, Yellow Lasers; 2 Skinnee J's, Mind Trick; mc chris, Fett's Vette), scienza (MC Hawking, Entropy; 2 Skinnee J's, Pluto), e computer (Optimus Rhyme, Reboot; MC Plus+, Computer Science for Life).
Fare musica riguardo ad argomenti sopra detti non fa automaticamente diventare artisti nerdcore, tali temi sono popolari anche nel geek rock, nel filk ed in altri generi "nerd-centrici"; ciò che li distingue è l'attitudine all'hip hop. Meno comuni sono gli artisti che hanno registrato brani con temi simili al nerdcore, ma che non vengono generalmente considerati parte di questo genere musicale. Un esempio può essere Blackalicious, non considerato come artista nerdcore nonostante suoi pezzi su temi scientifici quali Chemical Calisthenics.
Di contro, non è necessario concentrarsi su tali soggetti per essere nerdcore: la maggior parte delle canzoni di entrambi gli artisti più rappresentativi del genere, Frontalot e mc chris, non sono dedicate a temi tipicamente nerd. La differenza è in gran parte l'auto-identificazione; Blackalicious non si identifica come nerd, a differenza di Frontalot e mc chris.
La parola “nerdcore„ inoltre è usata occasionalmente come aggettivo per descrivere un hardcore nerd (cioè qualcuno che orgogliosamente rivendichi il suo essere nerd) o qualche cosa che sia nerdy ad un livello estremo. Ciò è considerato abbastanza lusinghiero all'interno della Comunità.
- 2 Skinnee J's
- Beefy
- Dale Chase
- Dual Core
- Former fat boys
- Futuristic Sex Robotz
- Grand Buffet
- Jesse Dangerously
- Kabuto The Python
- MadHatter (rapper)
- MC Chris
- MC Frontalot
- MC Hawking
- MC Lars
- MC Plus+
- Mega Ran
- Monzy
- Optimus Rhyme
- Uochi Toki
- YTCracker
- ZeaLouS1
- J-Ax

7Minutoz
VMZ
Felícia Rock
Fabvl

## Artisti e brani correlati al genere
Gli artisti, gli album ed i brani seguenti, sebbene non tecnicamente considerati nerdcore, si occupano di temi tipici di questo sottogenere musicale:
- Deltron 3030
- Del Tha Funkee Homosapien
- Elemental Science Project (ESP)
- Dream Warriors – Twelve Sided Dice (1991)
- Eric Schwartz – Wimp Pimp (2005)
- Starbomb (gruppo musicale)
- General Patton vs. X-Ecutioners – "L.O.L.- Loser On Line (Hate the Player, Hate the Game)" (2005)
- Jason Brannon and Bentframe – "Star Wars Gangsta Rap"
- KOMPRESSOR performs more in the genre of electronic music, but often speaks words rhythmically over the music. Also did a collaboration track with MC Frontalot
- Kool Keith as Dr. Octagon/Mr. Nogatco
- The Lonely Island's fictional rap group Incredibad verges on nerdcore in several songs, especially "Lazy Sunday".
- MC 900 Ft. Jesus
- MF DOOM
- Sensitivity Boosters
- "Weird Al" Yankovic – "It's All About The Pentiums" (1999)
- ytcracker
- Dale Chase